# Épinay-sous-Sénart
Épinay-sous-Sénart település Franciaországban, Essonne megyében. Lakosainak száma 11 783 fő (2022. január 1.). Épinay-sous-Sénart Boussy-Saint-Antoine, Brunoy, Quincy-sous-Sénart, Soisy-sur-Seine, Mandres-les-Roses és Étiolles községekkel határos.

## Népesség
A település népességének változása:
| Lakosok száma | 12 565 | 12 611 | 12 846 | 12 446 | 12 279 | 12 266 | 12 197 | 11 869 | 11 783 |
|               | 2013   | 2015   | 2016   | 2017   | 2018   | 2019   | 2020   | 2021   | 2022   |